# Ана Жирардо
Ана́ Жирардо́ (фр. Ana Girardot; 1 серпня 1988, Париж, Франція) — французька акторка. Відома переважно роллю Люсі в телевізійному серіалі «Повернені» (2012).

## Біографія
Ана Жирардо народилася 1 серпня 1988 року в Парижі в сім'ї французьких акторів Іпполіта Жирардо та Ізабель Отеро. Має двох братів — Ісаака і Свена, — і сестру Ліллу. Бабусею і дідусем Ани є художники Антоніо Отеро і Клотильда Вотьє. Батько не схвалював її бажання стати акторкою, але всупереч його волі вона пішла шляхом батьків. Акторській майстерності Жирардо впродовж двох років навчалася в Нью-Йорку.
Однією з перших помітних робіт Ани Жирардо стала роль в детективному трилері 2010 року режисера Фабріса Ґобера «Симон Вернер зник…», який був представлений в програмі «Особливий погляд» на 68-му Каннському МКФ. У 2012 році Жирардо взяла участь у зйомках комедії «Радіозірки», біографічної музичної драми «Мій шлях» з Жеремі Реньє в головній ролі, а також комедійної стрічки «Вірні друзі», де її партнерами по знімальному майданчику виступили Жерар Ланвен, Жан-Юг Англад і Владимир Йорданов. Популярність акторці принесла роль Люсі в серіалі «Повернені», який почав транслюватися на Canal+ у тому ж, 2012 році.
Пізніше знялася в таких проєктах, як «Ескобар: Втрачений рай» (2014), «Наступного разу я стрілятиму в серце» (2014), «Прекрасний день» (2014). У 2015 році виконала головну жіночу роль в трилері «Ідеальний чоловік», а в 2016 році зіграла в комедії «Сент-Амур». Восени 2017 року за участю акторки на екрани вийшла французько-бельгійська комедія «Афера доктора Нока», головну роль в якій виконує Омар Сі.
У 2014 році Жирардо зіграла роль Джульєтти в постановці «Ромео і Джульєтти» Вільяма Шекспіра в паризькому «Театрі де ля Порту Сент-Мартен», де її партнером в ролі Ромео виступив Нільс Шнайдер.

## Фільмографія
| Рік       |    | Українська назва                     | Оригінальна назва                     | Роль              |
| --------- | -- | ------------------------------------ | ------------------------------------- | ----------------- |
| 1992      | ф  | Після кохання                        | Après l'amour                         | Жульєтта          |
| 2007—2011 | с  | Новели Мопассана                     | Chez Maupassant                       | Іветта            |
| 2010      | ф  | Симон Вернер зник...                 | Simon Werner a disparu...             | Аліса Картьє      |
| 2012      | кф |                                      | Les chancelants                       | Жульєтта          |
| 2012      | ф  | Вірні друзі                          | Amitiés sincères                      | Клеменс Орсіні    |
| 2012      | ф  | Мій шлях                             | Cloclo                                | Ізабель Форе      |
| 2012      | с  | Повернені                            | Les Revenants                         | Люсі              |
| 2012      | ф  | Радіозірки                           | Radiostars                            | Сабріна           |
| 2013      | кф | 216 місяців                          | 216 Mois                              | Ліза              |
| 2013      | кф | Північне сяйво                       | L'aurore boréale                      | дівчина           |
| 2014      | кф | Красивий батько                      | Beau Papa                             | Жулі              |
| 2014      | кф | Притулок                             | Le Refuge                             | Фонтен            |
| 2014      | ф  | Наступного разу я стрілятиму в серце | La prochaine fois je viserai le coeur | Софі              |
| 2014      | ф  | Ескобар: Втрачений рай               | Escobar: Paradise Lost                | Лаура             |
| 2014      | ф  | Прекрасний день                      | Le beau monde                         | Аліса             |
| 2015      | ф  | Фуджіта                              | Foujita                               | Юкі               |
| 2015      | кф | За взаємною згодою                   | Par consentement mutuel               | La soeur d'Astrid |
| 2015      | кф | Пропозиція                           | The Proposal                          | Шарлотта          |
| 2015      | ф  | Ідеальний чоловік                    | Un homme idéal                        | Аліса Фюрсак      |
| 2016      | ф  | Сент-Амур                            | Saint Amour                           | близнюк           |
| 2017      | ф  | Сонце літає                          | Soleil battant                        | Ірис              |
| 2017      | ф  | Афера доктора Нока                   | Knock                                 | Адель             |

## Визнання
| Нагороди та номінації Ани Жирардо | Нагороди та номінації Ани Жирардо | Нагороди та номінації Ани Жирардо                       | Нагороди та номінації Ани Жирардо |
| --------------------------------- | --------------------------------- | ------------------------------------------------------- | --------------------------------- |
| Кінофестиваль у Кабурі            |                                   |                                                         |                                   |
| 2011                              | Приз «Перше побачення»            | Симон Вернер зник…                                      | Перемога                          |
| Рік                               | Категорія                         | Фільм                                                   | Результат                         |
| Премія «Люм'єр»                   |                                   |                                                         |                                   |
| 2015                              | Найкраща молода акторка           | Прекрасний день та Наступного разу я стрілятиму в серце | Номінація                         |